# 小茨尔尼切
小茨尔尼切（羅馬化：Malo Crniće）是塞尔维亚东部布拉尼切沃区的市镇，行政中心为同名村庄。市镇面积为271平方公里，2022年人口数量为8,986人，同名村庄的人口数量则为624人。